# Serigne Mbayé
Serigne Mbayé Diouf (né le 8 mars 1975 à Thiès) est une personnalité politique espagnole d'origine sénégalaise et militant antiraciste.
Ancien pêcheur au Sénégal et vendeur ambulant en Espagne, il est devenu le premier député noir à l'Assemblée de Madrid après les élections extraordinaires de 2021.